# Popparódiák 1983–1987
A Popparódiák 1983–1987 című stúdióalbum a Voga–Turnovszky-duó első, paródiákat is tartalmazó nagylemeze, mely 1988-ban jelent meg. Az album tartalmazza a korábban kislemezen megjelent paródiákat is. Az album hanglemezen és kazettán jelent meg.

## Megjelenések
LP  Magyarország Bravo SLPM 37015
- A1 -Sztárok 45-ön '83-ban
- A2 – Sztárok 45-ön '84-ben
- A3 – Sztárok 45-ön '85-ben
- A4 – Sztárok 45-ön '86-ban
- B1 – Hű, De Kínos
- B2 – Csujjogató
- B3 – Tingli-Tangli Music
- B4 – Nehéz A Szívem...
- B5 – Jó Vagyok
- B6 – Vegetatív Lány
- B7 – Sztárok 33-on '87-ben

## Közreműködnek
- Háttérének – Boros Lajos,[3] Turnovszky Alexa, Nyeső Mária, Siklós Imre, Mohai Tamás[4]
- Szintetizátor – Galla Miklós
- Dob – Mohai Győző
- Gitár – Mohai Tamás
- Kórus – Bartók Kórus[5]